# Колькапирва
Колькапирва (исп. Colcapirhua, кечуа Qullqapirwa) — город в провинции Кильякольо в департаменте Кочабамба. Он является административным центром одноимённого муниципалитета, пятого в провинции.

## Этимология
Название «Колькапирва» восходит к языку кечуа, где qollqe — деньги, а pirwa — силос, в империи инков — хранилище зерна, сделанное из соломы и глины. Во времена Империи инков эта территория стала важным производителем и хранилищем зерна, которые затем распространялись по стране.

## География
Колькапирва расположен в провинции Кильякольо в департаменте Кочабамба. На востоке муниципалитет Колькапируа формирует восточную границу провинции и граничит с провинцией Серкадо, на западе он граничит с муниципалитетом Кильякольо, на севере он граничит с муниципалитетом Тикипая, а на юге — с муниципалитетом Сантиваньес. Город расположен на высоте в 2 565 м НУМ, и стоит на правом берегу реки Роча, которая время от времени затапливает город, как весной 2008 года. Город расположен в 9 км от Кочабамбы.

### Климат
Климат в плато Кочабамба — субтропический горный, для которого более характерны колебания количества осадков, нежели чем перепады температур.
Годовое среднее количество осадков — 500 мм. Сухой сезон наступает в апреле и длится до октября. Средняя годовая температура — 18 °C. Средние месячные температуры колеблются от 15 до 20 °C. Дневной максимум температуры — от 25 до 30 °C.
| Показатель                    | Янв. | Фев. | Март | Апр. | Май  | Июнь | Июль | Авг. | Сен. | Окт. | Нояб. | Дек. |
| ----------------------------- | ---- | ---- | ---- | ---- | ---- | ---- | ---- | ---- | ---- | ---- | ----- | ---- |
| Средний суточный максимум, °C | 25,4 | 24,9 | 25,5 | 26,1 | 25,3 | 24,3 | 24,3 | 25,6 | 26,8 | 27,8 | 28    | 26,5 |
| Средний суточный минимум, °C  | 13,2 | 12,9 | 12   | 9,6  | 5,5  | 2,8  | 2,9  | 5,1  | 8,7  | 11,2 | 12,9  | 13,2 |
| Норма осадков, мм             | 148  | 123  | 74   | 24   | 6    | 2    | 3    | 7    | 12   | 25   | 51    | 98   |
| Источник: Climate-Data.org    |      |      |      |      |      |      |      |      |      |      |       |      |

## История
В древние времена, Колькапируа считался городом гончаров. В городе лепили глиняные сосуды, горшки и ковши, и именно поэтому жители города зовутся «Mank’a llutas» на кечуа, что значит «производители глиняных горшков».
Муниципалитет Колькапируа — младший в провинции Кильякольо. Создание муниципалитета — результат небрежности властей муниципалитета Кильякольо, которые не удовлетворили самые насущные нужды кантона. Процесс создания пятого муниципалитета в провинции занял 27 лет из-за упрямства и оппозиции алькальда Кильякольо. Он начался 25 августа 1958 года и закончился на принятии Закона 579 15 апреля 1985 года, во время президентства Эрнана Силеса Суасо. Норма была ратифицирована законом 18 марта 1987 года, во время президентства Виктора Пас Эстенссоро. Так был создан данный муниципалитет, хотя и не имеющий первоначально предположенные границы.

## Административное деление
В муниципалитете Колькапируа есть пять районов. Во всех районах есть главные кварталы, всего их 10.
1. Район A
  - Сан-Хосе-Ками (исп. San José Kami)
  - Сан-Хосе-Редукто (исп. San José Reducto)
  - Капакачи (исп. Capacachi)
  - 23 марта (исп. 23 de Marzo)
  - Куатро-Эскинас (исп. Cuatro Esquinas)
2. Район B
  - Ла-Флорида (исп. La Florida)
  - Санта-Роза (исп. Santa Rosa)
3. Район C
  - Сумумпая (исп. Sumumpaya)
4. Район D
  - Колькапируа-Сентраль (исп. Colcapirhua Central)
5. Район E
  - Эскилан (исп. Esquilan)

## Спорт

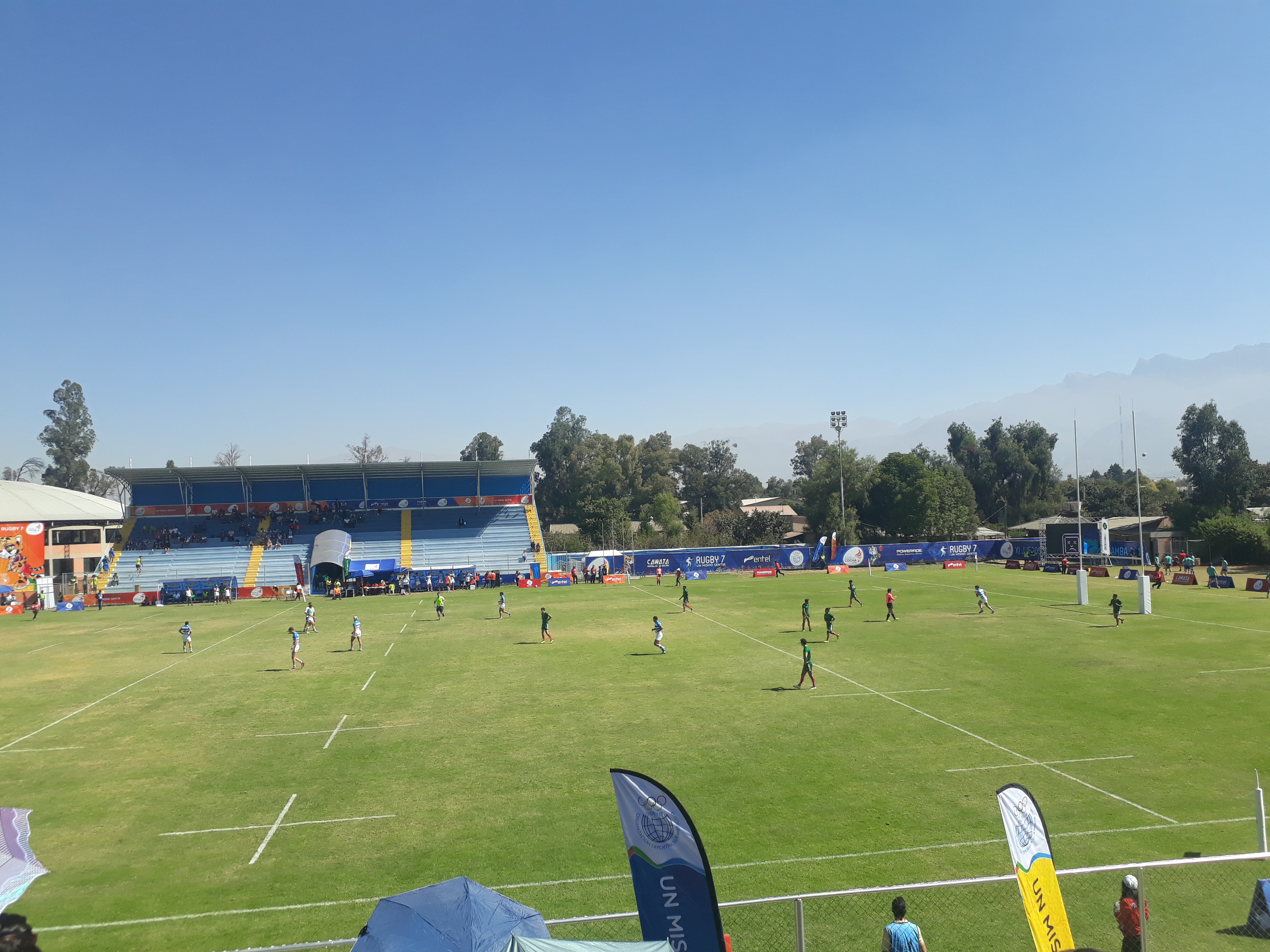
Соревнование в регби-7 на стадионе Колькапируа

Вместе с развитием города был построен стадион, который вмещает 3 000 человек.
На Южноамериканских играх 2018, стадион Колькапируа использовался для соревнований по регби-7. В августе того же года на стадионе было разрешено проводить профессиональные футбольные матчи.

## Транспорт
1657-километровая автомагистраль 4 проходит через Колькапируа, пересекает Альтиплано, проходит через город Санта-Крус-де-ла-Сьерра в низине, и приводит к границе с Бразилией. В 8 км на запад, на той же автомагистрали лежит Кильякольо.
Город располагается в 9 км от Кочабамбы. Главная дорога, которая соединяет два города — проспект Бланко-Галиндо.

## Праздники
- Февраль — ярмарка Хак’а-Лавы (местного супа из кукурузы[4], кечуа Jak’a Lawa) и кукурузы
- Апрель — ярмарка традиционной миниатюрной еды
- 15 апреля — годовщина существования муниципалитета
- 1 мая — фестиваль работников в Сан-Хосе (проходит в Сан-Хосе-Ками)
- 15 мая — фестиваль Святого Исидора
- 14 сентября — годовщина существования департамента Кочабамба.
- 16 сентября — фестиваль Девы Альтаграсии
- 24 сентября — фестиваль Девы Марии Мерседской
- 28 сентября — фестиваль Архангела Михаила
- Октябрь
  - Ярмарка ремесел и растений
  - Ярмарка сеньора Сан-Лоренсо